# Paunsaugunt-fennsík
A Paunsaugunt-fennsík a Colorado-fennsík része az Amerikai Egyesült Államokban, Utah állam déli részén. Északi része Kane, délnyugati része pedig Garfield megye területén van.
A Sevier-fennsíktól dél felé terjed és a Pink Cliffs szikla-világánál ér véget. Közel 16 km széles és 40 km hosszú, tengerszint feletti magassága 2100–2800 méter között váltakozik. A magassága miatt a fennsíkra évente közel 5,1 méter hó esik.

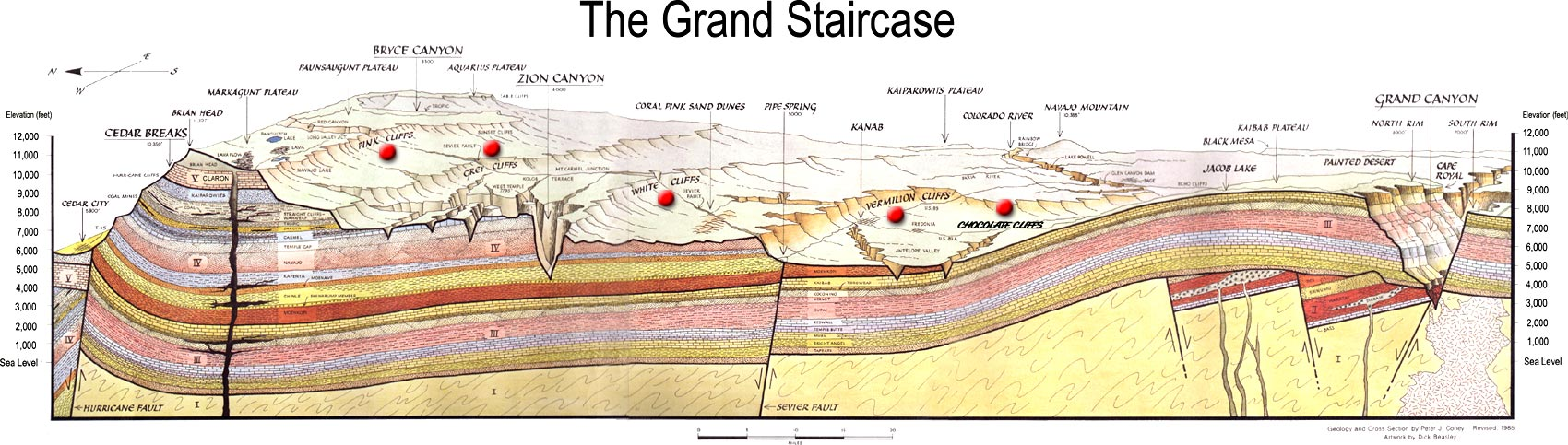
A Paunsaugunt-fennsík a Nagy lépcsőházon belül (balra)

A fennsíkot a Sevier folyó szeli át a nyugati részén. A fennsík keleti részén a Paria folyó folyik. A fennsík nagy része a Dixie Nemzeti Erdőség (angolul Dixie National Forest) területén fekszik.
Kialakulásakor, 10-20 millió évvel ezelőtt felemelkedett a Colorado-fennsíkból, melynek során hasadékok keletkeztek. A későbbi erózió hatására különleges sziklaformációk (tündérkémények) jöttek létre, melyek a Bryce Canyon Nemzeti Parkban százával láthatók és egyben a park fő látványosságai. 

## Fordítás
Ez a szócikk részben vagy egészben  a   Paunsaugunt Plateau című angol Wikipédia-szócikk ezen változatának fordításán alapul.  Az eredeti cikk szerkesztőit annak laptörténete sorolja fel. Ez a jelzés csupán a megfogalmazás eredetét és a szerzői jogokat jelzi, nem szolgál a cikkben szereplő információk forrásmegjelöléseként.